# Огульчанськ
Огульча́нськ (до 1951 року — хутір Огульчани) — село в Україні, у Сорокинській міській громаді Довжанського району Луганської області. Населення становить 757 осіб.

## Географія
Географічні координати: 48°31' пн. ш. 39°39' сх. д. Часовий пояс — UTC+2. Загальна площа села — 0,635 км².
Село розташоване у східній частині Донбасу за 8 км від села Пархоменко.

## Історія
Засноване Огульчаном Михайлом Трофимовичем, вихідцем із Маріупольського повіту Таврійської губернії, який викупив землі у поміщиці Іванової. Люди займалися скотарством та землеробством.
12 червня 2020 року, відповідно до Розпорядження Кабінету Міністрів України № 717-р «Про визначення адміністративних центрів та затвердження територій територіальних громад Луганської області», увійшло до складу Сорокинської міської громади.
17 липня 2020 року, в результаті адміністративно-територіальної реформи та ліквідації  Сорокинського району, увійшло до складу новоутвореного Довжанського району.

## Населення
За даними перепису 2001 року населення села становило 757 осіб, з них 28,8% зазначили рідною мову українську, 70,94% — російську, а 0,26% — іншу.

## Економіка
У селі діє сільськогосподарське підприємство ТОВ «Мирна долина».